# Þorlákshafnarvegur
Der Þorlákshafnarvegur ist eine Hauptstraße im Süden von Island.
Sie beginnt am Kreisverkehr der Ringstraße bei Hveragerði und führt auf einer Länge von 19 km in südsüdwestliche Richtung zum Fährhafen Þorlákshöfn. Nach 12 km sie mündet in den vorfahrtberechtigten Þrengslavegur , der hier endet.
Der Þorlákshafnarvegur führt weiter nach Süden. Von Osten mündet Eyrarbakkavegur , der aus Selfoss und Eyrarbakki kommt. Der Þorlákshafnarvegur endet am Kreisverkehr in Þorlákshöfn, an den auch der Suðurstrandarvegur  und der Hafnarvegur Þorlákshöfn  einmünden. Der Suðurstrandarvegur verläuft an der Südküste von Reykjanes bis nach Grindavík.
Der Þorlákshafnarvegur ist auf ganzer Länge asphaltiert und war bis 2010 die wichtigste Verbindung zur Fähre Herjólfur nach Heimaey.
Seitdem gibt es den Landeyjahöfn mit deutlich kürzerem Seeweg, der aber von Versandung bedroht ist.